# PVLAS
La polarizzazione del vuoto con laser, nota con l'acronimo PVLAS, è un esperimento scientifico progettato per verificare la validità dell'elettrodinamica quantistica (QED) e per rilevare l'eventuale esistenza della materia oscura che viene eseguito presso il dipartimento di fisica e l'Istituto Nazionale di Fisica Nucleare di Ferrara. L'obiettivo è cercare uno stato di polarizzazione del vuoto che comporti effetti ottici non lineare nei campi magnetici. La sperimentazione è iniziata nel 2001 presso il Laboratorio INFN di Legnaro (Padova) e prosegue oggi con nuove apparecchiature.

## Premessa
Gli effetti elettrodinamici non lineari nel vuoto sono stati previsti dalla QED fin dalla sua nascita, pochi anni dopo la scoperta dei positroni. Uno di questi effetti è la birifrangenza magnetica del vuoto, strettamente connessa allo scattering elastico fotone-fotone. L'effetto è estremamente piccolo e non è mai stato osservato direttamente. Sebbene oggi la QED sia una teoria molto ben testata, l'importanza di rilevare l'interazione fotone-fotone rimane. In primo luogo, la QED è sempre stata testata in presenza di particelle cariche sia nello stato iniziale che nello stato finale. Non esistono test in sistemi con solo fotoni. Più in generale, nessuna interazione è mai stata osservata direttamente con solo bosoni di gauge presenti negli stati iniziale e finale. In secondo luogo, ad oggi, l'evidenza per le fluttuazioni quantistiche di punto zero si basa interamente sull'osservazione dell'effetto Casimir, che si applica solo ai fotoni. PVLAS si occupa delle fluttuazioni di coppie virtuali di particelle cariche-antiparticelle (di qualsiasi natura) e quindi della struttura del vuoto quantistico fermionico. Infine, l'eventuale osservazione dell'interazione fotone-fotone sarebbe una prova della rottura del principio di sovrapposizione e delle equazioni di Maxwell. Un'importante conseguenza di una non linearità sarebbe che la velocità della luce dipenderebbe dalla presenza o meno di altri campi elettromagnetici. PVLAS effettua la sua ricerca osservando i cambiamenti nello stato di polarizzazione di un raggio laser polarizzato linearmente dopo che è passato attraverso il vuoto con un campo magnetico intenso. La birifrangenza del vuoto nell'elettrodinamica quantistica da parte di un campo esterno è generalmente attribuita a Stephen L. Adler, che ha presentato la prima derivazione generale nella separazione e dispersione dei fotoni in un campo magnetico forte nel 1971. L'indagine sperimentale sulla separazione dei fotoni in campo atomico è stata condotta presso la struttura ROKK-1 presso l'istituto Budker nel 1993-96.

## Funzionamento
PVLAS utilizza una cavità ottica Fabry-Perot ad alta finezza. La prima configurazione, utilizzata fino al 2005, inviava un raggio laser polarizzato linearmente attraverso il vuoto con un campo magnetico 5 T da un magnete superconduttore a un ellissometro. Dopo gli aggiornamenti per evitare i campi marginali, sono state eseguite diverse esecuzioni a 2,3 T e 5 T, esclusa una precedente richiesta di rilevamento di assioni. È stato determinato che era necessaria una configurazione ottica ottimizzata per il potenziale di scoperta. Un prototipo con una sensibilità molto migliorata è stato testato nel 2010. Nel 2013 è stato allestito il potenziato apparato dell'INFN Ferrara con magneti permanenti ed ellissometro orizzontale e nel 2014 è iniziata la rilevazione.

## Risultati
PVLAS ha studiato la polarizzazione del vuoto indotta da campi magnetici esterni. Un'osservazione della rotazione della polarizzazione della luce da parte del vuoto in un campo magnetico è stata pubblicata nel 2006. I dati acquisiti con una configurazione aggiornata escludevano la precedente rotazione magnetica nel 2008 e fissavano limiti allo scattering fotone-fotone. Un limite migliorato per gli effetti del vuoto non lineare è stato fissato nel 2012: Ae < 2,9×10−21 T−2 con un livello di confidenza del 95%.